# Pomnik Zwycięstwa Żołnierza Polskiego

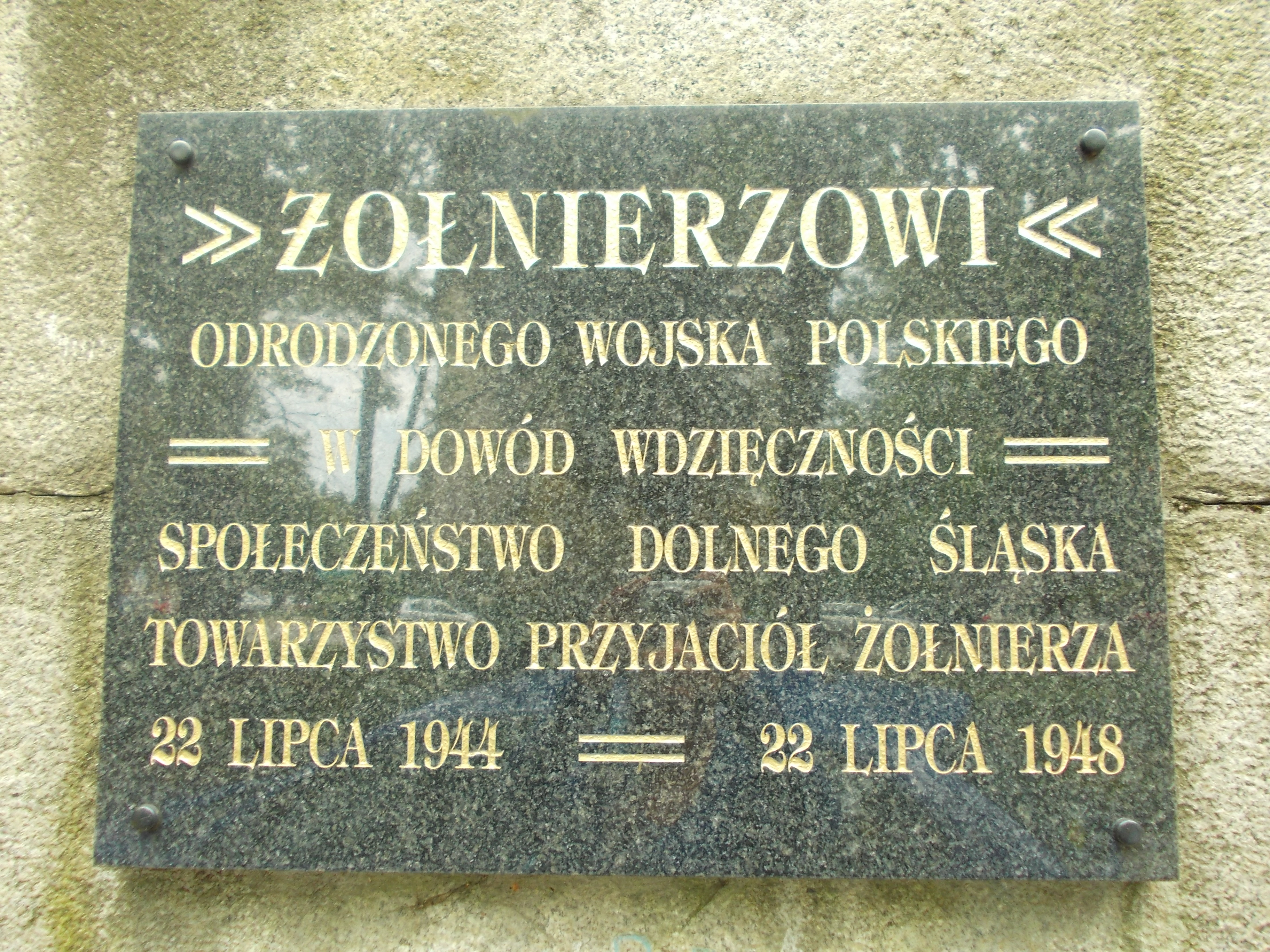
Tablica na Pomniku Zwycięstwa Żołnierza Polskiego

Pomnik Zwycięstwa Żołnierza Polskiego – pomnik poświęcony zwycięstwu żołnierza polskiego w 1945 roku. Zbudowany został w 1948 roku przy ulicy Bernarda Pretficza we Wrocławiu.
Zlokalizowany jest przed budynkiem mieszczącym klub oficerski dawnego Śląskiego Okręgu Wojskowego. Pomnik składa się z figury żołnierza niosącego sztandar i depczącego swastykę, ustawionej na granitowym, wysokim cokole, do którego przytwierdzono tablicę z umieszczoną na niej inskrypcją. W miejscu tym przed II wojną światową znajdował się pomnik Helmutha von Moltkego, którego cokół wykorzystano do budowy nowego pomnika.